# クライスラー・プロウラー
プロウラー（PROWLER）は、クライスラー（現：フィアット・クライスラー・オートモービルズ）が製造し、当初はプリムスブランドで、2001年からはクライスラーブランドで販売したスポーツカーである。一部媒体ではプローラーと表記されることがある。

## 概要
プロウラーは、1993年1月、デトロイトオートショーでコンセプトカーとして発表されたクライスラー・ハウラーが、ほぼそのままの形で販売されたモデルである。
ロードスターボディの車体で、アルミスペースフレームのシャシーは専用に作られた。そのデザインは往年のホットロッドスタイルそのものであり、先端に鋭く絞り込まれたボディと独立してタイヤに被るサイクルフェンダーに加え、前：17インチ、後：20インチの異形ホイールとロープロファイル＆ワイドタイヤが奢られ、前傾姿勢を強調している。
動力系統はクライスラーの上級車種に採用されていた3.5ℓV型6気筒SOHCエンジンを縦置き用に改良されてフロントに搭載された。当初は214psと排気量の割に非力だったが、最終的に253psまでパワーアップされた。
1.3t以下というボディのおかげで0-400m加速が14.9秒、最高速度235km/hを発揮する。
ボディカラーは全部で11色もあった。純正オプションでトレーラーが選べたことも大きな特徴であり大半の顧客が購入したといわれている。

## 年表
1997年に発売開始。初年度販売は450台。
2001年まではプリムス・プロウラーとして発売されていたが、プリムスブランドの廃止により以降はクライスラーでの販売となった。
2002年に最終モデルが発売され、専用のキャンディディープレッドに塗装された300台限定のものだった。
元々の販売計画自体が5年間の限定生産だったこともあり、総生産台数は1万1,702台となっている。